# Bandeira de Floriano
A Bandeira de Floriano é um dos símbolos do município de Floriano, estado do Piauí, Brasil.

## História
Foi adotada pela Lei Nº 224/71 em 5 de novembro de 1971, projetada pelo Professor Luis Paulo de Oliveira Lopes e desenhada por Francisco Mendes da Silva.

## Características

### Descrição vexilológica
O desenho da bandeira consiste de um fundo verde com uma listra amarela fina passando pelo centro de forma horizontal, e o brasão de armas da cidade no centro cobrindo parte da listra amarela.

### Cores
As cores oficiais da bandeira não são especificadas em lei. Mas o site da prefeitura disponibiliza uma imagem da bandeira com a seguinte paleta de cores:
| Cor |         | CMYK       | sRGB        | Hexadecimal |
| --- | ------- | ---------- | ----------- | ----------- |
|     | Verde   | 71/0/63/52 | 36/123/46   | 247B2E      |
|     | Amarelo | 0/4/99/0   | 255/244/2   | FFF402      |
|     | Azul    | 100/27/0/6 | 0/175/239   | 00AFEF      |
|     | Cinza   | 0/5/4/78   | 55/52/53    | 373435      |
|     | Branco  | 0/0/0/0    | 255/255/255 | FFFFFF      |

### Simbolismo
Cada cor da bandeira tem um significado que se relaciona com a cidade:
- O verde representa os carnaubais, relevando sua importância econômica no município;
- A faixa amarela, retirada da Bandeira do Piauí, demonstra a integração do município no estado.

Outro elementos, em sua maioria no brasão, também representam partes importantes do município:
- As engrenagens representam o progresso;
- O forte representa o poder do município;
- A faixa azul que divide o brasão representa o Rio Parnaíba;
- Os piaus (peixe que dá nome ao Piauí) representa a união do município com o estado.

O texto em latim na parte inferior do brasão traduz para "O Trabalho é Nosso Lema", o lema da cidade.
As datas ao lados significam anos importantes na história da cidade:
- 1873 foi quando se iniciou a colonização na região que viria a se tornar a cidade;
- 1897 foi o ano em que a região foi elevada de vila a cidade, passando oficialmente a ser chamada Floriano.